# Літр-атмосфера
Літр-атмосфера (л-атм; англ. liter atmosphere) — позасистемна одиниця вимірювання енергії, яка дорівнює роботі, яку поршень теплової машини виконує над газом при постійному тиску в 1 атмосферу (101 325 Па), стискаючи газ зі зменшенням його об'єму на 1 літр.
1 літр-атмосфера дорівнює 101,325 джоулів;
1 джоуль дорівнює 0.00986923266716 літр-атмосфер.